# أولاد الشوارع (مسلسل)
أولاد الشوارع مسلسل تلفزيوني تراجيدي مصري، من إنتاج 2006.

## أحداث المسلسل
يتناول المسلسل حياة الأولاد المشردين في الشوارع، والفقر والتفكك الأسري الذي يعانوه، ما يدفع بهم إلى الجريمة والعنف، وإستغلالهم من قبل ضعيفي النفوس من المجرمين والمنحرفين. بطلة المسلسل حنان ترك، تلعب دور فتاة من أولاد الشوارع، تتعرف بشاب مثقف، يدرس في الجامعة الأمريكية، والذي من خلال إطلاعه على ظروفها، يقرر أن يكتب عن أولاد الشوارع، كمشروع للتخرج.

## طاقم العمل

### تأليف
- شهيرة سلام.[2]

### إخراج
- شرين عادل.[2]
- أحمد شفيق، مخرج منفذ.

### موسيقى تصويرية
- ياسر عبد الرحمن.[2]

### صوت
- حسن صفافة.[2]

### ماكياج
- جمال إمام.[2]

### إنتاج
- الباتروس للإنتاج والتوزيع الفني.[2]
- سامح السيد.

## بطولة
- حنان ترك.[2]
- عمرو واكد.
- حنان مطاوع.
- وحيد سيف.
- عايدة رياض.
- مها أبو عوف.
- محمد رمضان.
- إيناس النجار.
- محمد أبو داوود.